# Remember This
Remember This ist ein Film von Derek Goldman und Jeff Hutchens. Er basiert auf dem Buch Remember This: The Lesson of Jan Karski, das  Goldman gemeinsam mit Clark Young schrieb. Es handelt sich bei Remember This um eine Filmbiografie über Jan Karski, der im Film von David Strathairn gespielt wird. Die Premiere erfolgte Ende September 2022 beim Woodstock Film Festival. Ende Januar 2023 soll der Film in ausgewählte US-Kinos kommen.

## Handlung
Nachdem er die Verwüstungen des Blitzkriegs überlebt hat, schwört Jan Karski dem polnischen Untergrund die Treue und riskiert sein Leben, um die ersten Augenzeugenberichte über das vom Krieg zerrüttete Polen in die westliche Welt und schließlich ins Oval Office zu tragen. Er muss unsägliche seelische Qualen und körperliche Folter erdulden, um die Wahrheit ans Licht zu bringen.

## Biografisches

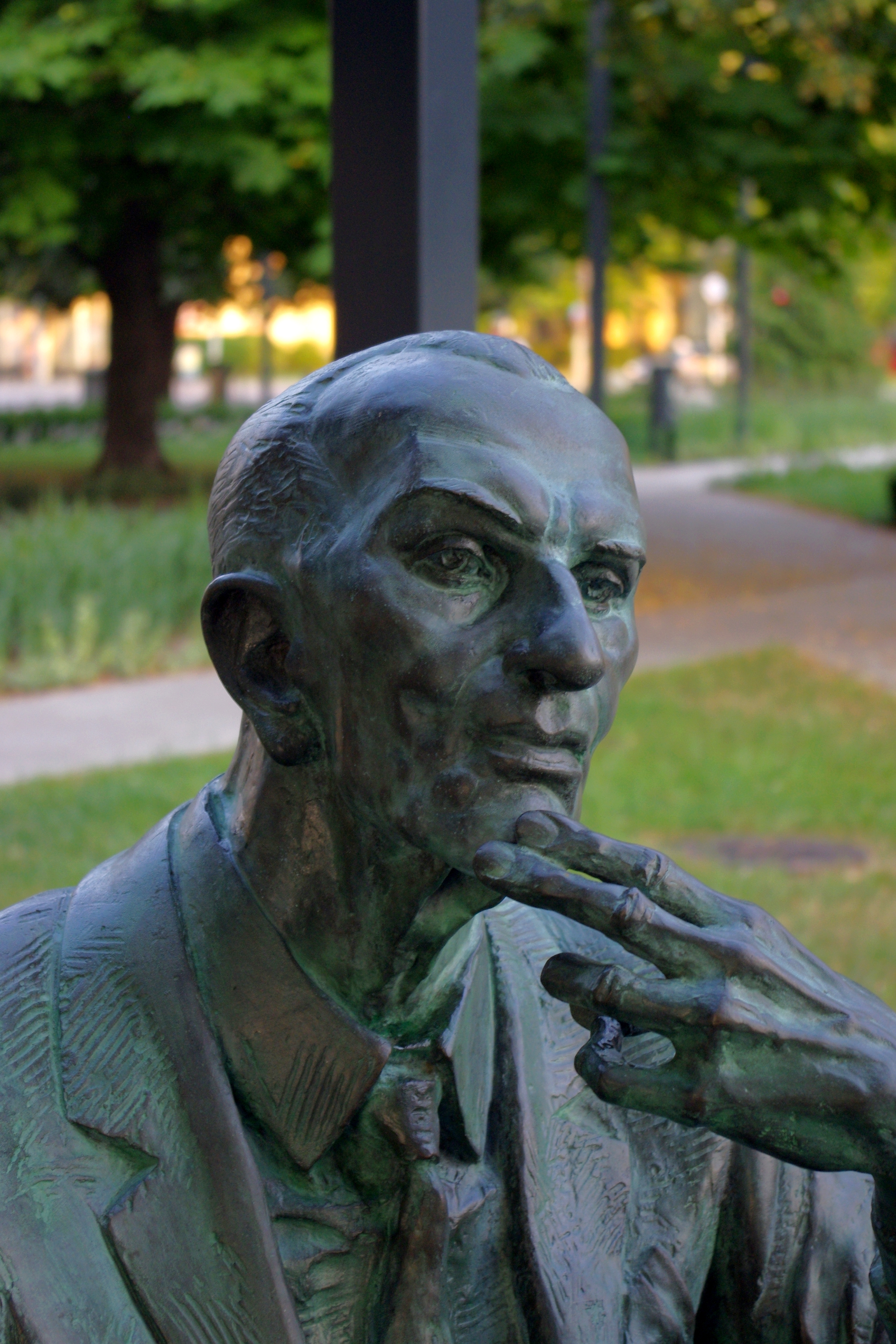
Kopf der Statuette von Jan Karski in Warschau

Jan Karski, eigentlich Jan Kozielewski, wurde 1914 in Łódź geboren, das damals zum Russischen Kaiserreich gehörte. Als polnischer Offizier und Kurier der Polnischen Heimatarmee zählte er zu einem der wichtigsten Zeugen des Holocaust und ist ein Gerechter unter den Völkern. Nach einer Begehung des Warschauer Ghettos und eines Vernichtungslagers der Nationalsozialisten im Jahr 1942 reiste er nach London, um den Alliierten über die Bedingungen im besetzten Polen und insbesondere über den Holocaust zu berichten. Er übergab seinen Augenzeugenbericht und den dringenden Appell zum Eingreifen im Namen des jüdischen Volkes persönlich an den britischen Außenminister Anthony Eden und später an Präsident Franklin D. Roosevelt. Sein Bericht wurde jedoch ignoriert.

## Produktion

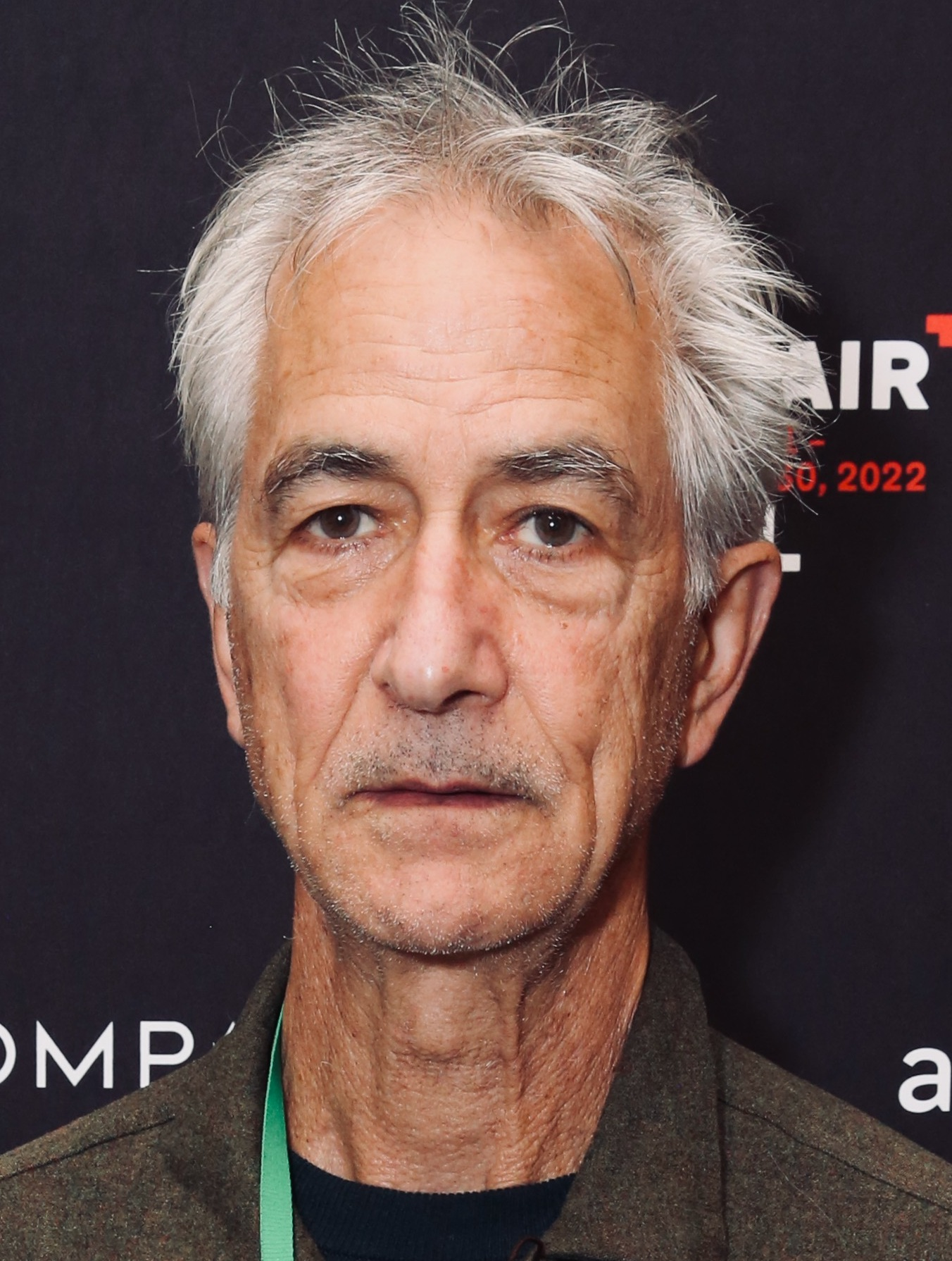
David Strathairn bei der Vorstellung beim Montclair Film Festival

Der Film basiert auf dem Buch Remember This: The Lesson of Jan Karski von Derek Goldman und Clark Young, das sie ein Jahr nach dem Tod von Karski veröffentlichten. Gemeinsam mit Jeff Hutchens führte Goldman auch Regie.
David Strathairn spielt Jan Karski.
Die Premiere des Films erfolgte am 28. September 2022 beim Woodstock Film Festival. Ab Ende Oktober 2022 wurde er beim Montclair Film Festival gezeigt. Am 27. Januar 2023 soll der Film in ausgewählte US-Kinos kommen.

## Auszeichnungen
Montclair Film Festival 2022
- Auszeichnung mit dem Publikumspreis – Narrative Feature (Derek Goldman und Jeff Hutchens)[3]

Woodstock Film Festival 2022
- Auszeichnung mit dem World of HA Change Maker Award (Derek Goldman und Jeff Hutchens)[4]